# Taurida Socialistische Sovjetrepubliek
De Taurida Socialistische Sovjetrepubliek (Russisch: Советская Социалистическая Республика, Oekraïens: Радянська Соціалістична Республіка Тавриди) was een kort bestaande sovjetrepubliek op de Krim en de omliggende gebieden die afkomstig waren uit het gouvernement Taurida van het keizerrijk Rusland. De republiek bestond van 19 maart tot 30 april 1918 en werd daarna onderdeel van de Russische Socialistische Federatieve Sovjetrepubliek.

## Geschiedenis
Na de Oktoberrevolutie in 1917 riep de etnische Krim-Tataarse regering op 13 december 1917 de Volksrepubliek van de Krim uit. De republiek wist zijn onafhankelijkheid niet lang te behouden want ze werd in januari 1918 door de bolsjewiekse troepen geannexeerd, net zoals met andere na de val van het Russische Keizerrijk gevormde staten gebeurde. De Taurida Socialistische Sovjetrepubliek werd opgericht door wetgeving van het Centrale Uitvoerend Comité van Taurida in Simferopol op 19 en 21 maart. 
Het ten noorden van de Krim gelegen deel van het oude gouvernement Taurida werd geclaimd door de sovjetrepubliek Donetsk-Krivoj Rog.
De Taurida SSR werd tijdens het Krim-offensief van 1918 binnengevallen door de Oekraïense Volksrepubliek met militaire steun van het Duitse Keizerrijk. Aan het einde van april 1918 werden de meerderheid van de Centrale Uitvoerend Comité en de Raad van Volkscommissarissen, inclusief de Raadspresident Anton Słucki en de Duitse hoogste generaal Jan Tarwacki, gearresteerd en gefusilleerd in Aloesjta. Op 30 april werd de republiek afgeschaft.
Na de invasie werd een door de Duitsers gesteunde Krimse Regionale Regering opgericht en later de Zuidelijke Krim. 
Na het verslaan van het Vrijwilligersleger van de Witten, herwon het Rode Leger de controle in 1920. De gebieden van de voormalige republiek werden verdeeld. Het gedeelte op het Krimschiereiland werd onderdeel van de Krimse Autonome Socialistische Sovjetrepubliek, als onderdeel van de Russische Socialistische Federatieve Sovjetrepubliek en het gedeelte op het vasteland werd onderdeel van de Oekraïense Socialistische Sovjetrepubliek.